# 두복위
두복위(중국어: 杜伏威, 병음: Dù Fúwēi 두푸웨이[*], 598년?~624년)는 중국 수나라 말기와 당나라 건국기의 군웅이다. 수 말기에 각지에서 일어난 농민 봉기의 지도자 중 한 사람으로 장강 이남 지방 지배를 꿈꿨으나 당나라에 항복하여 이씨 성을 받고 오왕에 봉해졌다. 이후 부하인 보공석이 반란을 일으켰을 때 갑자기 사망했다. 